# Arwanici
Arwanici (grec. Αρβανίτες, dialekt arwanicki: Arbëreshë lub Αρbε̰ρεσ̈ε̰) – nieuznawana oficjalnie przez rząd Grecji jako mniejszość narodowa lub etniczna ludność pochodzenia bałkańskiego, posługująca się językiem własnym, będącym dialektem języka albańskiego (a w zasadzie formą dialektu toskijskiego). Mimo zbliżonego języka, greccy Arwanici, oprócz grupy zamieszkałej w północno-zachodniej części kraju, nie zgadzają się na wiązanie ich z narodowością albańską. Są wyznania prawosławnego. W przeszłości szczególnie mocno związani byli z żeglugą i handlem, dysponując flotyllami statków kupieckich, przystosowanych też do udziału w bitwach morskich. Uczestniczyli w greckich powstaniach i w bieżącym życiu gospodarczym i politycznym. Bez zaangażowania ich statków i okrętów oraz masowego udziału Arwanitów w walce wyzwoleńczej na lądzie stałym, nie byłoby możliwe odzyskanie przez Grecję niepodległości, dokonane w latach 1821–1832 Od XIX wieku podlegają urzędowej hellenizacji. W okresach władzy dyktatorskiej, proces ten przybierał formy opresyjne.

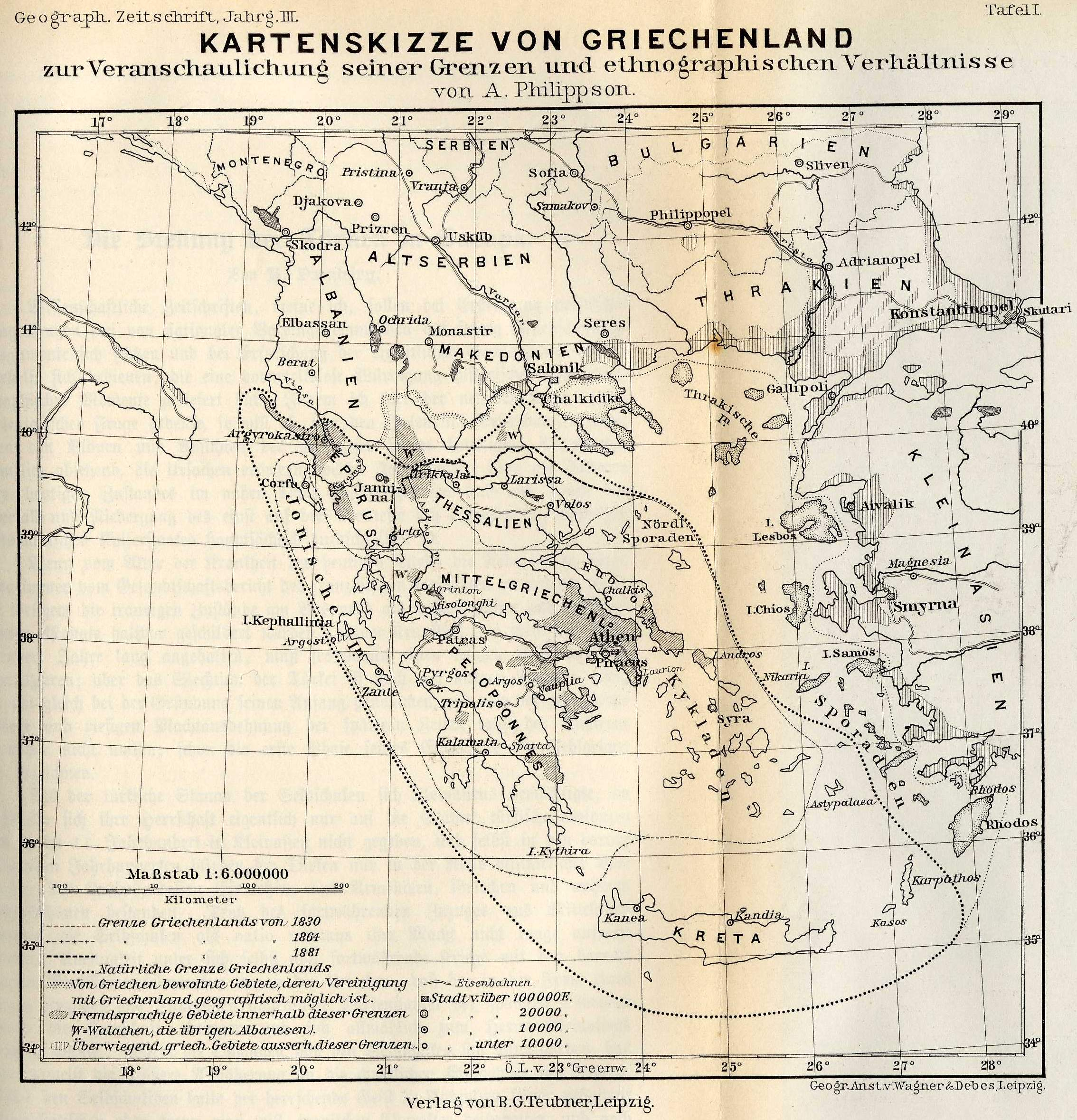
Niemiecka mapa etnograficzna (1897)

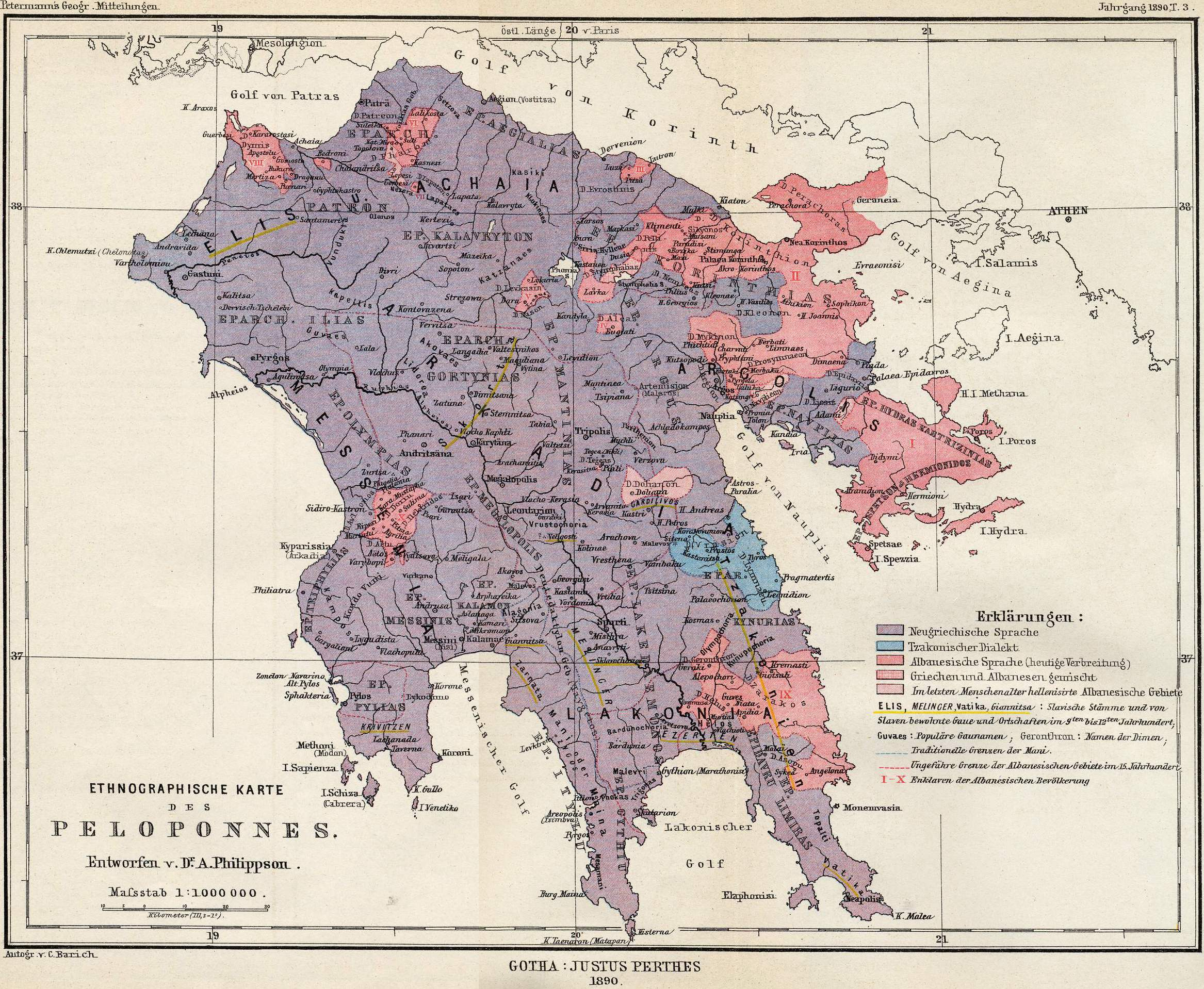
Niemiecka mapa etnograficzna Peloponezu (1890). Obszar zamieszkany przez Arwanitów zaznaczony na czerwono

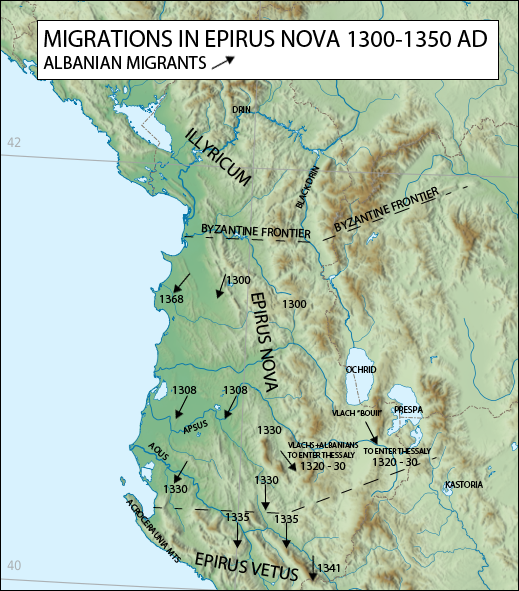
1300-1350.

Zamieszkują przede wszystkim wsie i małe miejscowości w Attyce. Występują również na Peloponezie, Beocji, w Epirze i innych obszarach (patrz załączone mapy etnograficzne).

## Liczebność
Podanie dokładnych statystyk na temat aktualnej liczebności Arwanitów oraz ich demografii jest problematyczne. Z jednej strony proces ich autoidentyfikacji jest zjawiskiem stosunkowo późnym i wtórnym, z drugiej strony, wszystkie rządy Grecji, dążąc do hellenizacji prawosławnych mniejszości etnicznych w Grecji, ograniczały prawa do autoidentyfikacji, m.in. nadając nazwę oficjalną „Grek albanofoński”.
Asymilacja nasiliła się w czasie industrializacji Grecji i masowej migracji ludności ze wsi do miast. W wielokulturowych aglomeracjach ewolucja tożsamości jest zjawiskiem szybkim. Ponadto w Grecji przebywa stale znaczna, lecz bliżej nieokreślona liczba emigrantów ekonomicznych z Albanii, przy czym głównie jest to emigracja świeża i to z południowych prowincji Albanii, gdzie mówi się językiem zbieżnym z Arvanitiką.
- 1928 według spisu powszechnego: 18 773 obywateli autoidentyfikujących się jako „Albanofoni”, mówiących Arwanitiką
- 1951 według spisu powszechnego: 22 736 „Albanofonów”.
- Furikis (1934): w przybliżeniu 70 000 Arwanitów zamieszkałych w rejonie Attyki
- Trudgill/Tzavaras (1976/77): w przybliżeniu 140 000 w Attyce i Beocji razem wziętych
- Sasse (1991): w przybliżeniu 50 000 mówiących Arwanitiką w całej Grecji.
- Ethnologue, 2000: 150 000 Arwanitów zamieszkałych w 300 wsiach.
- Federal Union of European Nationalities, 1991: 95 000 „Albańczyków w Grecji” (MRG 1991: 189)

Tymczasem, zdaniem Greków, Albańczyk to osoba urodzona w Albanii lub której rodzice urodzili się w Albanii i przy tym nie wywodząca się z licznej greckiej mniejszości narodowej, kraju sąsiada. Ewentualnie Albańczyk to mieszkaniec Grecji, ale z pogranicza albańskiego. Natomiast Arwanici to potomkowie rodzin, które o kilkaset lat wcześniej przybyły do Grecji z Albanii, niemniej uległy już naturalnej, pełnej asymilacji. Niemal każdy Grek pochodzi z jakiejś specyficznej grupy językowej i kulturowej, a Arwanici, zdaniem Greków, są właśnie jedną z wielu takich grup.

## Wybitni Arwanici nowożytnego państwa greckiego

### Uczestnicy powstania 1821
- Andreas Miaulis – admirał, następnie polityk, jego imieniem nazwano główną, nadmorską aleję Pireusu (Miaouli Akti)
- Markos Botsaris – przywódca Suliotów, obrońca Messolongion
- Laskarina Bubulina – kobieta-kapitan, dowódca wojennej floty kupców, walczącej z jednostkami tureckimi
- Nikolaos Krieziotis – dowódca powstania na wyspie Eubea

### Prezydenci Republiki Grecji
- Pawlos Kunduriotis – admirał, następnie polityk
- Teodoros Pangalos – generał, dyktator

### Premierzy Grecji
- Kitsos Dzawelas
- Jeorjos Kunduriotis
- Andonios Kriezis (powstaniec 1821, następnie polityk)
- Atanasios Miaulis
- Diomidis Kiriakos
- Teodoros Pangalos
- Aleksandros Korizis
- Petros Wulgaris
- Aleksandros Diomidis

### Duchowieństwowspółcześnie
- Hieronim II – zwierzchnik Greckiego Kościoła Prawosławnego, arcybiskup

### Politycywspółcześnie
- Teodoros Pangalos – wicepremier w rządach Jorgosa Papandreu (tj 2009–2011) i Lukasa Papadimosa

### Inne dziedziny, współcześnie
- Irini Papas, czołowa aktorka dramatyczna powojennej Grecji